# 陸奥錦建市

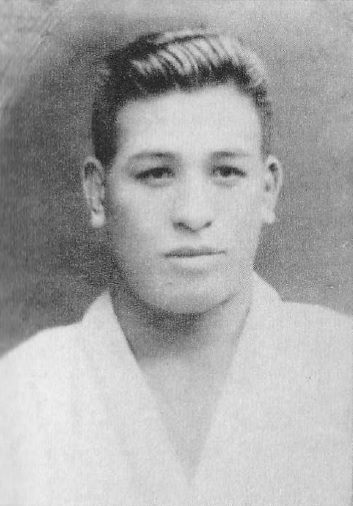
全日本柔道選士権大会を2度制した須藤

陸奥錦 建市（むつにしき けんいち、1897年7月9日 - 1982年5月14日 ）は、大正時代の力士。振分部屋所属。本名は須藤 金作（すどう きんさく）。
青森県南津軽郡五郷村（現青森市）出身。最高位は西十両9枚目。

## 来歴
浪ノ音の振分部屋に入門、1915年1月場所「一ノ音」の四股名で初土俵を踏む。1918年5月「陸奥錦」に改名した。1920年5月場所新十両。2場所つとめて幕下に落ちた。1922年1月に再十両となったが、0勝5敗に終わり幕下に落ちた。その後1923年5月場所限りで廃業した。
廃業後すぐに警視庁に入り巡査となり、柔道を学び中野正三十段の指導を受けて1923年に講道館へ入門。入門から3ヶ月で初段を取得してから段位を上げ、入門から5年後の1928年には5段位を取得した。
1929年の第5回明治神宮競技大会柔道競技（一般の部壮年組）や1930年の第1回全日本柔道選手権大会（専門壮年後期の部）、1937年の第7回同大会（専門成年前期の部）で優勝。その後も多くの大会で出場・活躍した。指導者としては福岡県警察部や神奈川県警察部、宮崎県警察部にて柔道教師を歴任。
定年退職後は千葉県佐倉市に住み、1982年に84歳で死去した。